# Record Bahia Itabuna
Record Bahia Itabuna é uma emissora de televisão brasileira sediada em Itabuna, cidade do estado da Bahia. Opera no canal 7 (17 UHF digital) e é uma emissora própria da Record, sendo portanto pertencente ao Grupo Record, que também controla a Record Bahia de Salvador.

## História

### Primeiros anos (1987-1995)
A concessão da TV Cabrália foi aberta pelo Governo Federal, pelo Decreto n.º 81.600, de 25 de abril de 1978, através a transmissão ao canal 7, incluindo a retransmissora em Buerarema, no canal 11. A autorização foi assinada pelo Ministério das Comunicações em 7 de fevereiro de 1985, com intuito em operar na cidade de Itabuna.
A TV Cabrália entrou no ar em 12 de dezembro de 1987, como afiliada à Rede Manchete, sendo a primeira emissora do interior da Bahia. Foi fundada pelo empresário e então deputado federal Luiz Viana Neto, que era um dos sócios da TV Aratu, na capital Salvador, que também era afiliada à Manchete. Seu primeiro diretor superintendente foi Nestor Amazonas, responsável pela sua instalação.
Uns dos primeiros programas locais da emissora foram o Jornal Meio Dia, com trinta minutos, apresentado por Vilma Medina, depois por outros, inclusive por Cláudia Barthel. Claudia Barthel passou pela TV Santa Cruz, TVs Globo do Rio de Janeiro e de São Paulo e depois foi para a Rede Manchete e a RedeTV!, onde está até hoje. Outro telejornal era o Repórter Regional, apresentado por Maurício Maron.
Em 1992, a TV Cabrália recebeu doações para a campanha de arrecadação de alimentos, remédios, roupas e cobertores para os flagelados da Santa Catarina e o Vale do Itajaí, após a longa campanha. A emissora entrou na campanha e em poucos dias arrecadou toneladas de donativos. Em 1993, por causa da grave crise enfrentada pela Rede Manchete desde 1992 e a perda de audiência, a TV Cabrália deixou a rede para ser a segunda afiliada ao Sistema Brasileiro de Televisão (SBT) na Bahia (a primeira era a TV Itapoan, desde 1981).

### Venda à Record e afiliação a redes do grupo (1995-2007)
Nos primeiros meses de 1995, a TV Cabrália foi vendida para a Central Record de Comunicação, pertencente ao empresário e bispo da Igreja Universal do Reino de Deus, Edir Macedo. Após a compra, a TV Cabrália tornou-se uma emissora própria da Rede Record em 1º de julho, deixando o SBT. A emissora foi a primeira emissora afiliada à rede na Bahia e instalou uma retransmissora no canal 9 VHF de Salvador.
Em 1997, após a compra da TV Itapoan e as repetidoras na Bahia pelo mesmo Edir Macedo, a emissora deixou de transmitir a Record, pois a Itapoan que era afiliada ao SBT desde 1981, deixou a rede para se transformar em emissora própria da Record. Com isso, a Cabrália passou operar sem afiliações, tornando-se independente e sendo autônoma por pouco tempo, quando produzia a própria programação.
Em 1998, a emissora passou a ser umas das primeiras afiliadas da recém-inaugurada Rede Família, deixando ser independente, retirando do ar vários programas locais. Com a nova afiliação, estreou o programa de caráter assistencialista Alerta Total, com meia hora de duração, apresentado por Reginaldo Silva, que é pastor evangélico e também vereador em Itabuna. Também foi mantido o Jornal do Meio-Dia (formado por seis blocos de notícias, sendo os três primeiros produzidos por Itabuna e os três últimos por Vitória da Conquista).
Em 2 de fevereiro de 2003, a estação passou a retransmitir a programação da Rede Mulher, ao mesmo tempo que a Rede Família também se tornou-se afiliada da rede. No mesmo ano, a emissora foi processada junto com a TV Itapoan, por praticantes das religiões afro-brasileiras (como os pais-de-santo ou babalorixás). Os religiosos se queixaram os constantes ataques diários dos pastores apresentadores de programas de televisão religiosos da TV Itapoan e TV Cabrália, feita pela Igreja Universal do Reino de Deus. Nos programas, as práticas religiosas afro-brasileiras eram chamadas de “encosto”, palavra associada aos espíritos que podem prejudicar as pessoas.
Em julho de 2004, denúncias do Ministério Público Federal (MPF), baseados dos documentos da Junta Comercial da Bahia, revelam que o senador pelo Estado do Rio de Janeiro e bispo da Igreja Universal do Reino de Deus, Marcelo Crivella, do Partido Liberal (PL) e candidato a prefeitura da cidade do Rio de Janeiro, ainda continuava como sócio e gerente majoritário da TV Cabrália em 2003, apesar da lei proibir políticos mantém cargos em emissoras de rádios e TVs.

### Entrada na Record News e sucateamento (2007-2008)
Em 27 de setembro de 2007, a TV Cabrália passou a integrar a Record News, o primeiro canal de jornalismo 24h em televisão aberta e gratuita do país. Após a criação da Record News, em projeto de “reengenharia” da emissora para adequar a nova rede, o diretor-geral da emissora, André Luís Ferreira, anunciou cortes de quase todos os programas produzidos e extingue a sucursal de Vitória da Conquista.
Em 23 de outubro, o Sindicato dos Jornalistas Profissionais da Bahia (Sinjorba), divulgou uma nota de denuncia e repúdio contra a direção da TV Cabrália, denunciando que a emissora demitiu todos os profissionais da sucursal em Vitória da Conquista, após se transformar em retransmissora da Record News. Segundo os dirigentes da Sinjorba, as demissões não se restringiram à sucursal de Vitória da Conquista (que foi extinta), e também em Itabuna, vários profissionais da produção de jornalismo foram demitidos.
Com as mudanças, a TV Cabrália limitou-se a produzir apenas dois programas locais, o Alerta Total e o Fala Bahia. As demissões de jornalistas e técnicos da Cabrália avançaram ainda mais depois que a emissora se tornou retransmissora do canal de notícias Record News e as matérias da Bahia passaram a ser geradas apenas pela TV Itapoan. Até o final de dezembro, já eram 40 profissionais.
Na manhã do dia 4 de janeiro de 2008, o diretor-geral da emissora, André Luís Ferreira, anunciou a demissão da gerente de jornalismo, Kátia Morais, a apresentadora Adana Matos e funcionários da área técnica. Além das novas demissões, André Ferreira anunciou a extinção do telejornal Fala Bahia. Com a decisão, a TV Cabrália passou a gerar apenas o Alerta Total, ao meio-dia, apresentado por Ricardo Bacelar.  A emissora manteve em seus quadros apenas dois repórteres, Aureana Bacelar e Tom Ribeiro, além do apresentador Ricardo Bacelar. 
Em 15 de janeiro, Ricardo também foi demitido, após 14 anos de trabalho na emissora. A demissão foi comunicada a ele pelo diretor da TV Cabrália, André Ferreira, quando Bacelar chegava à emissora para a apresentação do Alerta Total. No mesmo dia, o presidente do Diretório Municipal do Partido Socialista Brasileiro (PSB) em Itabuna, Aurélio Macedo, emitiu nota contra a demissão do apresentador em que denuncia que a direção da emissora presidida pelo André Ferreira demitiu Bacelar só por que se negou a desfiliar do PSB.
No dia 14, André havia exigido a Bacelar que ele apresentasse a carta de desfiliação do PSB, dando prazo até o dia 16, mas um dia antes do prazo, o diretor comunicou que o profissional estava desligado da emissora. De acordo com as denúncias dos outros dirigentes do PSB, as pressões da emissora começaram ainda em 2007 e aumentaram após a Igreja Universal do Reino de Deus (IURD) definir os seus pré-candidatos a prefeito e vereador em Itabuna, em clara interferência na eleição municipal na cidade. Os dois nomes eram do PRB.

### Investimentos e expansão a outros estados (2009-2013)
Em 30 de junho de 2009, a TV Cabrália voltou a ser retransmitida em Vitória da Conquista através do canal 7 VHF. No dia 20 de agosto, a emissora apresentou nova programação e investimentos. Foram anunciados os telejornais Record News Bahia e Record News no Ar. No mesmo período, a estação passou a ter sucursais em Porto Seguro e Teixeira de Freitas, além de ter repetidoras em diversas capitais do Nordeste.
Em 25 de janeiro de 2010, depois do período de demissões e também o avanço da emissora no sudeste, sul e leste da Bahia e outros estados brasileiros, a emissora volta a suspender as suas atividades na Vitória da Conquista (terceira maior cidade da Bahia) e anuncia novamente as demissões, surpreendendo os funcionários da emissora na cidade. A direção da emissora alegou que o faturamento estava abaixo do que era esperado pela direção.

Logotipo da emissora entre 2016 e 2023.

### Emissora própria da Record (2013-presente)
Em 4 de julho de 2013, depois de mais de cinco anos, a TV Cabrália deixou fazer parte da Record News, tornando-se novamente uma emissora própria da Rede Record. As retransmissoras da Record News nas duas regiões deixaram veicular a programação gerada em Itabuna e passaram repetir o sinal da Record News Araraquara. Com isso, o nome da estação foi alterado para TV Record Cabrália, e o Alerta Total deu espaço ao Balanço Geral BA. A emissora ainda passou a retransmitir os programas locais da TV Record Bahia.
Em 24 de novembro de 2016, junto com as todas outras as emissoras da rede, a TV Record Cabrália passou por um rebranding, tornando-se RecordTV Cabrália. Em 1º de abril de 2020, a edição local do BA Record foi extinta, e a emissora passou a retransmitir a versão estadual do telejornal, produzida pela RecordTV Itapoan. Com a extinção do jornalístico de Salvador, a Record Cabrália deixou de retransmitir programas da emissora irmã da capital.

Logotipo da emissora entre 2023 e 2025.

Em 2 de dezembro de 2023, a Record Cabrália passou a transmitir o sinal dela por satélite pelo sistema SAT HD Regional. Em 13 de janeiro de 2025, a Record Cabrália foi retirada do sistema. Com isso, os telespectadores que acompanhavam diretamente pelo satélite a programação da estação itabunense para as regiões sul e sudoeste da Bahia passaram a assistir a Record Bahia, de Salvador, e a programação local da Cabrália ficou restrita à transmissão terrestre.
Ainda em janeiro de 2025, o telejornal Cabrália no Ar, apresentado por Camila Morais, foi suspenso e a emissora passou a retransmitir o Bahia no Ar direto de Salvador. Em 8 de abril, a emissora abandonou pela primeira vez em 37 anos o nome fantasia "Cabrália" e passou a ser chamada de Record Bahia Itabuna, em mais um movimento de reintegração com a filial da capital baiana.

## Sinal digital
| Canal virtual | Canal digital | Resolução de tela | Programação                                            |
| ------------- | ------------- | ----------------- | ------------------------------------------------------ |
| 7.1           | 17 UHF        | 1080i             | Programação principal da Record Bahia Itabuna / Record |

Em 24 de julho de 2014, foi lançado em fase de testes o sinal digital da TV Record Cabrália em Itabuna, através do canal 17 UHF. No dia 25 de setembro de 2015, a emissora passou a produzir seus programas em alta definição.

## Programas
Atualmente, além de retransmitir a programação nacional da Record e estadual da Record Bahia, a Record Bahia Itabuna produz e exibe os seguintes programas:
- Balanço Geral BA: Jornalístico, com Tom Ribeiro.
- BA Direto da Redação: Boletim informativo, com Renato Santiago